# Treballador independent

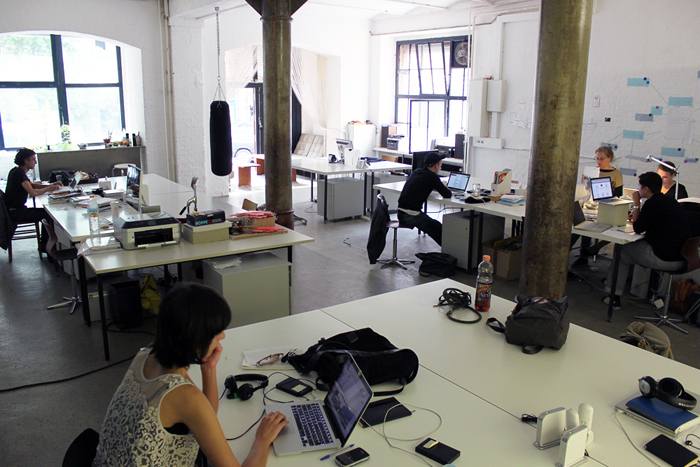
Espai de coworking a Berlín, on treballadors per compte propi realitzen la seva tasca professional.

Un treballador independent, treballador autònom, treballador per compte propi o, amb el manlleu en anglès freelance o freelancer (sobretot en l'àmbit del periodisme, la informàtica i altres professions liberals), és la persona que realitza treballs propis de la seva ocupació, ofici o professió, de forma autònoma, per a tercers que requereixen els seus serveis per a tasques determinades, que generalment li abonen la seva retribució no en funció del temps emprat sinó del resultat obtingut, sense que les dues parts contreguin obligació de continuar la relació laboral més enllà de l'encàrrec realitzat.

## Legislació a l'estat espanyol
El més habitual és que els treballadors autònoms es donen d'alta a l'administració com a empresaris individuals, això és, persones físiques que realitzen en nom propi una activitat amb finalitat de lucre. A diferència d'una empresa, no hi ha un procés, despeses ni capital mínim de constitució. Però, per contraposició respecte a una empresa, la responsabilitat (p. ex., civil) s'estén de forma il·limitada a la persona, fins i tot al cònjuge segons el règim de societat de guanys.
Des del 2013 existeix la figura d'emprenedor de responsabilitat limitada, en què una persona física, prèvia inscripció al registre mercantil, i sota un major seguiment i condicionants que un autònom convencional, no cal que respongui amb el seu patrimoni personal, talment com una empresa.
Un cas particular és el d'autònom dependent, quan més del 75% dels ingressos provenen d'un únic client. Cal contrastar aquesta figura amb el que s'anomenaria fals autònom. Aquest últim es tractaria d'un cas de frau laboral i es donaria quan una empresa té treballadors inscrits com a treballadors autònoms en un context quan pròpiament els correspondria ser treballadors a compte aliè d'aquella empresa. L'empresa ho fa per tal de desentendre's de les responsabilitats de la Seguretat Social, que corren llavors a càrrec del treballador en tant que autònom, i alhora facilitar tant la contractació com l'acomiadament de treballadors.

## Origen del terme freelance en anglès
L'etimologia de la paraula anglesa (freelance) deriva del terme medieval anglès usat per a un mercenari ("free": independent, i "lance": llança), és a dir, un cavaller que no servia a cap senyor en concret i els serveis podien ser llogats per qualsevol.
El terme va ser encunyat inicialment per Sir Walter Scott (1771-1832) en el seu reconegut romanç històric Ivanhoe per descriure a un "guerrer medieval mercenari". La frase en anglès després va fer la transició a un substantiu figuratiu al voltant de 1860 i va ser després reconegut com un verb oficialment en 1903 per diverses autoritats en lingüística tals com el Diccionari Oxford d'anglès. Només en temps moderns ha mutat el terme d'un substantiu (un freelance o un freelancer) i un adverbi (un periodista que treballa freelance).

## Avantatges
Els freelancers tenen moltes raons per dedicar-se al treball autònom, i els avantatges percebuts varien segons el gènere, la indústria i l'estil de vida. Per exemple, en l'informe sobre freelancing de 2012 es diu que homes i dones treballen de manera independent per raons diferents. Les dones enquestades van indicar que prefereixen la llibertat en la planificació i la flexibilitat que ofereix el freelancing, mentre que els homes enquestats van afirmar que es dediquen al freelancing per seguir les seves passions o fer el que els agrada. El treball autònom també permet a les persones obtenir un salari més alt en zones remotes. Un altre avantatge és la capacitat de triar amb qui treballar com a freelancer. El freelancer entrevista un client potencial i decideix si val la pena treballar amb aquesta persona o empresa.
El treball autònom també es fa servir per treballadors acomiadats que no poden trobar una feina a temps complet o en sectors com el periodisme, que depenen cada cop més de la mà d'obra casual en lloc de personal a temps complet. Els freelancers també inclouen estudiants que intenten guanyar-se la vida durant el semestre. En entrevistes i en blocs sobre freelancing, els freelancers mencionen l'elecció i la flexibilitat com un avantatge.

## Desavantatges
El treball autònom, com altres formes d'ocupació temporal, pot ser una feina inestable. A llocs web, llibres, portals i organitzacions per a freelancers, sovint es poden trobar consells sobre com obtenir i mantenir un flux constant de comandes. A més de la manca de garanties d'ocupació, molts freelancers també informen de problemes constants amb ocupadors que no paguen a temps i de la possibilitat de llargs períodes sense feina. A més, els freelancers no reben beneficis com ara pensió, baixa per malaltia, vacances pagades, primes o assegurança mèdica, cosa que pot ser un obstacle important per a freelancers que viuen en països sense assegurança mèdica universal.